# Craponne-sur-Arzon
Craponne-sur-Arzon je naselje in občina v jugovzhodnem francoskem departmaju Haute-Loire regije Auvergne. Leta 2012 je naselje imelo 2.196 prebivalcev.

## Geografija
Kraj leži v pokrajini Auvergne ob reki Arzon znotraj naravnega regijskega parka Livradois-Forez, 38 km severno od Le Puy-en-Velaya.

## Uprava
Craponne-sur-Arzon je sedež leta 2014 ustanovljenega kantona Plateau du Haut-Velay granitique, v katerega so poleg njegove vključene še občine Allègre, Beaune-sur-Arzon, Berbezit, Bonneval, La Chaise-Dieu, La Chapelle-Bertin, La Chapelle-Geneste, Chomelix, Cistrières, Connangles, Félines, Jullianges, Laval-sur-Doulon, Malvières, Monlet, Roche-en-Régnier, Saint-Georges-Lagricol, Saint-Jean-d'Aubrigoux, Saint-Julien-d'Ance, Saint-Pal-de-Chalencon, Saint-Pal-de-Senouire, Saint-Pierre-du-Champ, Saint-Victor-sur-Arlanc, Sembadel in Varennes-Saint-Honorat z 9.939 prebivalci (v letu 2012).
Kanton Plateau du Haut-Velay granitique je sestavni del okrožja Le Puy-en-Velay.

## Zanimivosti
- donjon, ostanek nekdanjega srednjeveškega gradu iz konca 12. in začetka 13. stoletja, porušenega v letu 1576,
- obrambna stolpa la tour du Marchédial in la tour Pasturel iz konca 16. stoletja, ostanek nekdanjega mestnega obzidja,
- gotska cerkev sv. Kaprazija iz 14. in 15. stoletja,
- vsakoletni festival country glasbe, organiziran v zadnjem vikendu meseca julija od leta 1993.